# 세상은 요지경
"세상은 요지경"은 한국에서 제작된 염주한 감독의 1966년 영화이다. 서영춘 등이 주연으로 출연하였고 김형근 등이 제작에 참여하였다. 대양영화사에서 제작되었다.

## 줄거리
착실히 살아온 어느 한 남성이 우연히 젊은 빠걸과 조우하고 익애한다. 그러나 이 여성에게는 전부터 포주 노릇을 해오던 깡패가 있었고, 끝내 이들의 사랑은 끝이 난다.

## 출연

### 주연
- 서영춘
- 도금봉
- 구봉서
- 강미애
- 양훈
- 주증녀
- 이빈화
- 남석훈
- 추석양
- 나애심

## 기타
- 조명: 이석천
- 미술: 김유준